# Episodi di Welcome to the NHK
Questa è la lista degli episodi dell'anime Welcome to the NHK, tratto dall'omonimo romanzo di Tatsuhiko Takimoto.

## Lista episodi
| Nº | Titolo italiano Giapponese 「Kanji」 - Rōmaji - Traduzione letterale | In onda           | In onda           |
| Nº | Titolo italiano Giapponese 「Kanji」 - Rōmaji - Traduzione letterale | Giapponese        | Italiano          |
| 1  | Welcome to the Project! 「プロジェクトにようこそ!」 - Project (purojekuto) ni yōkoso! – "Benvenuti al progetto!" | 9 luglio 2006     | 22 settembre 2011 |
| 1  | La storia si apre con i pensieri di Tatsuhiro Satō, ossessionato dall'idea che qualsiasi cosa sia un complotto contro di lui. Il ragazzo ricorda il periodo del primo anno di università, in cui si sentiva giudicato da tutti, e il momento in cui Hitomi a scuola gli aveva parlato dei complotti: lui li considerava falsi per il 99%, ma in seguito si è persuaso di essere lui stesso al centro di una terribile cospirazione. Ora è nel suo monolocale, da cui non esce da quattro anni, e realizza la teoria che la televisione NHK nasconda un complotto per trasformare le persone in hikikomori. Si presentano alla porta una signora e una ragazza, Misaki Nakahara, che vogliono regalargli una rivista che parla di hikikomori. Lui le allontana, e poi si convince ad uscire per cercare un lavoro. Arrivato in un negozio dove assumono personale, però, non riesce ad esprimersi perché dietro il banco c'è Misaki. Tornato a casa, trova il suo curriculum restituitogli da Misaki, insieme ad un messaggio di quest'ultima che gli propone di incontrarlo in un parco in quanto è diventato parte del suo "progetto". Lui crede che si tratti di propaganda religiosa, ma si autoconvince di aver già programmato di andare al parco la sera, così ci si reca veramente e lì incontra di nuovo Misaki, che afferma di conoscerlo da tanto tempo e di volerlo aiutare. |                   |                   |
| 2  | Welcome to the Creator! 「クリエイターにようこそ!」 - Creator (kurieitā) ni yōkoso! – "Benvenuti dal creator!" | 16 luglio 2006    | 29 settembre 2011 |
| 2  | Satō se ne va affermando di non essere un hikikomori, dopo aver ricevuto da Misaki un "contratto fra l'hikikomori da aiutare e il suo supporter". Arrivato a casa, scopre che il contratto pone come modo di guarire l'hikikomori quello di confidare tutte le sue sensazioni al supporter. La sera dopo sa che Misaki lo aspetta di nuovo al parco, e si convince ad andarci solo perché ha visto nel parco un cartello che avvisa della presenza di maniaci ed immagina che se lei venisse stuprata, lui diventerebbe famoso come l'amico che stava aspettando e non è mai arrivato e che quindi sarebbe colpa sua. Arrivato lì, tenta di convincerla che non è un hikikomori dicendo che lavora da casa, producendo software, ma lei se ne va senza crederci. Tornato a casa, decide di andare a reclamare dal suo vicino che spesso ascolta a volume alto la sigla di un anime, e scopre così che si tratta di Kaoru Yamazaki, diventato un fanatico di anime e manga. Quando Satō era al liceo e Yamazaki alle medie, per fare bella figura davanti ad Hitomi, Satō aveva salvato Yamazaki da dei ragazzini che lo picchiavano. Ora Yamazaki è emarginato dai suoi compagni di una scuola professionale dove studia per diventare game creator, ovvero programmatore di videogiochi. Satō prende il suo manuale e lo usa per recarsi da Misaki e convincerla che è veramente un programmatore, ma è costretto a dirle che le farà vedere un suo videogioco tra un mese. Yamazaki lo vede parlare con lei e si arrabbia non accettando di essere stato sfruttato da Satō per farsi bello agli occhi di una ragazza; intanto, ha scoperto che Satō è diventato un hikikomori. A casa Yamazaki lo convince ad iniziare a produrre un videogioco insieme a lui, e l'unica cosa che Satō sa fare è scrivere la storia. Secondo Yamazaki l'unico tipo di videogioco che può essere prodotto da due persone in un mese e frutta molto denaro è l'eroge. |                   |                   |
| 3  | Welcome to the Beautiful Girls! 「美少女にようこそ!」 - Bishōjo ni yōkoso! – "Benvenuti dalle belle ragazze!" | 23 luglio 2006    | 6 ottobre 2011    |
| 3  | Yamazaki spiega a Satō come possono mettere su una grande società partendo da un eroge o da un galge, ovvero da un videogioco in cui lo scopo è conquistare le ragazze (il primo è caratterizzato da un maggiore contenuto erotico), quindi gliene dà alcuni da provare. Satō è molto eccitato da questi videogiochi ed arriva a chiedere a Yamazaki di lasciarglieli per un mese, dimenticando lo scopo di crearne uno. Yamazaki gli spiega quindi che deve creare i personaggi e gli fornisce fotografie di ragazze per farsi un'idea. Satō si mette però a cercarne di nuove su internet, e finisce per passare un'intera settimana a fare questo, finché non chiama Yamazaki per fargli risolvere un problema del suo computer. Yamazaki gli dice che agli occhi degli altri appare come un uomo brutto e miserabile e come un maniaco, e che deve guardare in faccia la realtà. Satō pensa quindi di essere un maniaco e che per guardare in faccia la realtà deve comportarsi come tale, quindi si reca alla scuola più vicina per fotografare le ragazze che escono, seguito da Yamazaki che poi se ne va per la vergogna. Dietro di lui compare allora Misaki, che vede cosa sta facendo e gli dice che un individuo come lui è molto adatto per il suo "progetto". Satō è sorpreso e scappa. |                   |                   |
| 4  | Welcome to the New World! 「新世界にようこそ!」 - Shin sekai ni yōkoso! – "Benvenuti nel nuovo mondo!" | 30 luglio 2006    | 13 ottobre 2011   |
| 4  | Yamazaki spiega a Satō come deve essere il personaggio femminile di un galge, e Satō riconosce in Misaki la ragazza "che non può esistere nella realtà" e si innamora del protagonista in modo disinteressato. Yamazaki spiega che ci sono tre stereotipi: l'amica d'infanzia, la cameriera e il robot. Intanto Misaki sta contando alla rovescia i giorni che mancano alla scadenza della promessa di Satō. Quest'ultimo non ha idee, così viene portato da Yamazaki in un maid café e poi in un luogo pieno di negozi per otaku. Dopo aver girato per i negozi gli spiega che bisogna creare un gioco che vada incontro ai gusti della gente ma nello stesso tempo sia qualcosa di nuovo. Satō ha l'idea di creare una ragazza che sia nello stesso tempo un'amica d'infanzia, una cameriera ed un robot, e Yamazaki la disegna, ma Satō strappa il disegno. Yamazaki va a recuperare un oggetto dimenticato e allora vicino a Satō, che sta riguardando il "contratto" datogli da Misaki, compare Hitomi Kashiwa. |                   |                   |
| 5  | Welcome to the Counselling! 「カウンセリングにようこそ!」 - Counselling (kaunseringu) ni yōkoso! – "Benvenuti alla consulenza!" | 6 agosto 2006     | 20 ottobre 2011   |
| 5  | L'episodio si apre con un ricordo di quando Hitomi, durante il suo ultimo giorno al liceo, dopo aver parlato di complotti con Satō che ora le credeva, si è avvicinata a lui come per baciarlo, ma la scena si interrompe prima che si capisca se l'ha fatto. Poi si torna al presente: Hitomi è seduta al tavolo di Satō e dice di lavorare come impiegata comunale ma ha molti psicofarmaci e sembra non avere rapporti umani, mentre Satō le confida di essere un hikikomori. Lei dice che possono rivedersi ma cambia idea dicendo "ma tu sei un hikikomori, giusto, Satō?". Quando lui torna a casa con Yamazaki, quest'ultimo lavora al videogioco ma Satō è scoraggiato sapendo di non poter produrre un videogioco in dieci giorni: questo e la risposta di Hitomi lo portano a decidere di firmare il "contratto" di Misaki, recandosi al parco per consegnarglielo ed ammettere davanti a lei di aver mentito. Misaki gli dà un appuntamento per una prima "lezione" su come smettere di essere un hikikomori. Durante la lezione i due sono davanti ad un tavolo e lei legge i motivi che portano una persona ad essere un hikikomori su un "quaderno segreto" che si capisce non essere stato scritto da lei: si tratta di non sapersi adattare all'ambiente circostante, cosa che in passato molti hanno fatto venerando gli dei. Quindi chiede a Satō di spiegargli un suo sogno cercando di interpretarlo con un libro su Freud. Lei non vuole dirgli l'interpretazione, ma lui continua ad insistere, così Misaki se ne va dicendo che continueranno il giorno dopo. |                   |                   |
| 6  | Welcome to the Classroom! 「クラスルームにようこそ!」 - Classroom (kurasurūmu) ni yōkoso! – "Benvenuti in classe!" | 13 agosto 2006    | 27 ottobre 2011   |
| 6  | Durante la seconda lezione Misaki spiega a Satō una "tecnica di conversazione": quando ci si sente insicuri nel parlare con gli altri, basta pensare che l'altro è in una situazione ancora peggiore e guardarlo dall'alto in basso. Quindi dice che Yamazaki ha una ragazza, di nome Nanako, come le ha detto quando gli ha consegnato la rivista. Satō vuole allora chiederlo a Yamazaki, non perdonandogli di averlo introdotto nel "mondo bidimensionale" mentre lui se la spassa con ragazze reali, ma quando Yamazaki esce dalla propria casa non riesce a dirglielo. Quindi lo segue di nascosto fino alla sua scuola, dove viene scambiato per un visitatore che vuole iscriversi e portato da un professore ad assistere ad una sua lezione di game writing, ovvero di sceneggiatura per videogiochi. Mentre scrive una storia romantica ispirata alla sua condizione di hikikomori, il professore sbircia il foglio e ride, così Satō si offende, ma il professore osserva che è lui che sbaglia se pensa che quello che ha davanti deve essere necessariamente pari a lui o inferiore, senza sopportare la presenza di un superiore. Satō pensa che sia tutto un complotto e si allontana urlando e chiedendosi perché un hikikomori come lui è andato lì, ma si ritrova dietro l'angolo del luogo in cui Yamazaki sta parlando con una ragazza di nome Nanako. Quando lei si allontana con delle amiche, dice loro che Yamazaki è solo un amico e che non le piace perché è carino ma è un otaku, e le piace un altro ragazzo. Satō quindi va a casa di Yamazaki e lo asseconda quando dice di aver conquistato una ragazza, quindi va a dire la verità a Misaki, che dice che già lo immaginava, ma grazie a questo Satō è andato di sua volontà in un posto pieno di gente; quindi lui sospetta che Misaki gli abbia detto di Nanako appositamente. |                   |                   |
| 7  | Welcome to the Moratorium! 「モラトリアムにようこそ!」 - Moratoriamu ni yōkoso! – "Benvenuti alla moratoria!" | 20 agosto 2006    | 3 novembre 2011   |
| 7  | L'episodio si apre con un sogno di Satō, in cui lui non è più un hikikomori e torna come studente nella scuola di Yamazaki, dove consegna un lavoro che il professore definisce "da dilettante", quindi Satō scappa convinto che le persone che ha intorno siano parte del "complotto" della Nippon Hikikomori Kyōkai. Dopo il sogno, Yamazaki consegna la spesa a Satō che fa finta di avere il raffreddore e afferma che il suo stato di hikikomori non è peggiorato, mentre in realtà non è più uscito di casa, non vuole vedere nessuno e non risponde al telefono, ma non ha il coraggio neppure per suicidarsi. La madre di Satō lascia nella segreteria telefonica un messaggio in cui annuncia che verrà a trovarlo. Lui allora ha paura che scoprendo la sua situazione sua madre voglia riportarlo in campagna, e senza pensarci risponde al telefono e deve quindi parlare con sua madre: le dice quindi che ha trovato un lavoro e una ragazza con cui si sposerà. La telefonata successiva è di Misaki, e Satō si decide così a tornare da lei per una lezione e le racconta tutto. Misaki si propone di far finta di essere la sua ragazza, ma Satō non sente perché è preso dall'idea di fondare una società insieme a Yamazaki per far credere a sua madre di lavorare lì. Cercando di compiere vari passi per fondare la società, tutti nella stanza di Yamazaki, i due finiscono col creare dei biglietti da visita che basteranno per far credere alla madre di Satō che è stato assunto. Misaki intanto l'ha seguito e gli ricorda il fatto della ragazza, così lui tenta di telefonare ad Hitomi per chiederle di fingere di essere la sua fidanzata, ma lei risponde che ha già un impegno. Solo allora Satō sente la proposta di Misaki e la accetta. Lei gli dice che per fingere meglio è preferibile uscire insieme almeno una volta e lo fanno. Durante l'uscita, Satō sospetta di piacere veramente a Misaki. Dopodiché, lui dice che devono conoscersi meglio per poter fingere davanti alla madre: Misaki dimostra di sapere tutto di Satō senza che se ne capisca il motivo, ed è riluttante a dirgli qualcosa di lei; infine, gli racconta della sua famiglia dicendo che è di origine francese, poi se ne va, con Satō convinto che lei abbia mentito. |                   |                   |
| 8  | Welcome to Chinatown! 「中華街にようこそ!」 - Chūkagai ni yōkoso! – "Benvenuti a Chinatown!" | 27 agosto 2006    | 10 novembre 2011  |
| 8  | Satō sta riordinando la casa per presentarsi bene a sua madre, ed alla sua porta bussa Misaki che lo vuole aiutare. Quando i due non sono ancora riusciti a farlo, arriva la madre di Satō, che però dice di non voler entrare, perché preferisce andare in un ristorante. Poi Misaki si presenta facendo finta di essere la ragazza di Satō, e i tre si recano in un ristorante di un quartiere cinese. Lì Satō ha paura che la madre scopra la verità su Misaki, così mentre è al bagno telefona a Yamazaki dicendogli di stare pronto a rispondere ad una telefonata di sua madre facendo finta di essere dell'azienda dove lavora Satō, che vuole portare la conversazione sull'argomento del lavoro. Quando torna, però, origlia la madre che dice a Misaki che ha scoperto la verità. Satō ricorda che aveva promesso a sua madre di non mentirle più dopo che da piccolo aveva rotto un oggetto dando la colpa ad altri, e poi aveva detto alla madre la verità solo in assenza del proprietario dell'oggetto, e lei gli aveva chiesto gentilmente di andare a scusarsi. Misaki dice che Satō ha una buona madre e si intuisce che per lei non è così. Quando Satō ritorna, i tre si recano al parco e la madre continua a fingere di non sapere la verità, ma quando Satō sta per dirla lei li lascia soli consigliando di fare una passeggiata come una vera coppietta. Misaki dice di voler seguire il consiglio, quindi porta Satō in un ritrovo per coppiette, mentre dice che lui ha una buona madre, e se lui la definisce "normale" allora lei non si avvicina neppure alla normalità. Nel ritrovo per coppiette i due arrivano ad essere sul punto di baciarsi veramente, ma Yamazaki li interrompe telefonando per lamentarsi del fatto che sta aspettando per ore la telefonata della madre di Satō. Poi Yamazaki a casa da a Satō dei ravioli cinesi "per farsi perdonare", quindi si capisce che Satō gli ha raccontato ciò che era successo. |                   |                   |
| 9  | Welcome to Summer Days! 「夏の日にようこそ!」 - Natsu no hi ni yōkoso! – "Benvenuti nei giorni estivi!" | 3 settembre 2006  | 17 novembre 2011  |
| 9  | Yamazaki chiede a Nanako di uscire con lui, ma gli dice che è occupata con un provino per lavorare ad una serie animata, quindi lui costruisce una maschera con un manifesto e fa finta di combattere. Satō partecipa ad una lezione con Misaki e gli sembra strano che sia tranquilla nonostante quello che è successo, mentre lui ci pensa continuamente. Tornato a casa, Yamazaki gli dice che i ragazzi della sua classe hanno ottenuto uno stand ad una fiera di fumetti, e mentre lui ad una cena li criticava perché inserivano minigiochi in un loro videogioco per rimediare alle carenze della trama, ha detto che lui sta progettando un videogioco con una buona sceneggiatura, così è stato ammesso allo stand dove dovrà presentarlo. I due si mettono quindi a lavorare sul gioco, e Satō propone a Yamazaki di prendersi un po' di svago andando ad uno spettacolo di fuochi d'artificio, ma lui risponde che ci sono molti altri modi di farlo e i fuochi d'artificio non vanno bene, quindi ricorda che ci è andato da piccolo. Satō ha in mente Misaki ogni volta che pensa alle scene della storia e urla per liberare la mente dalla sua immagine. Yamazaki allora gli dice che non devono farsi ingannare dall'amore: in Giappone un tempo l'amore non esisteva, c'erano solo matrimoni combinati ed incursioni notturne; l'amore romantico è stato importato solo per favorire il capitalismo e loro devono approfittarne. Yamazaki odia le donne perché da piccolo ha chiesto ad una bambina, che l'aveva salvato da alcuni bambini che lo picchiavano, di andare insieme ai fuochi d'artificio, lei gli aveva raccontato una bugia e lui l'aveva vista allo spettacolo con un altro bambino, quindi si era sfogato mettendosi una maschera e facendo finta di combattere. È quindi convinto che anche Nanako il giorno dei fuochi esca con un altro, e dice a Satō di urlare "Sparite, dannate donne!" con una maschera. A questo punto Nanako gli telefona dicendogli che si è liberata e possono andare insieme ai fuochi d'artificio, quindi ci va subito e Satō rimane da solo in casa ad aspettare la lezione di Misaki. Qui Misaki lancia dei sassi contro la finestra per chiamarlo e dirgli di sospendere la lezione ed andare insieme ai fuochi d'artificio, dove quindi vanno entrambe le coppie. |                   |                   |
| 10 | Welcome to the Dark Side! 「ダークサイドにようこそ!」 - Dark side (dāku saido) ni yōkoso! – "Benvenuti nel lato oscuro!" | 10 settembre 2006 | 24 novembre 2011  |
| 10 | Satō sta lavorando sul gioco insieme a Yamazaki e si rammarica di non aver offerto dello zucchero filato a Misaki, perché da lì sarebbe potuto derivare un bacio. Poi Yamazaki gli chiede di fargli vedere quello che ha scritto finora perché deve andare, in quanto ha un appuntamento con una ragazza che ha insistito per andare al cinema con lui. Nella sceneggiatura, Satō ha scritto sempre "Misaki" al posto di "Rei", il nome di un personaggio del gioco. Satō si reca ad una lezione con Misaki prima dell'ora stabilita autoconvincendosi di voler solo fare una passeggiata, ma scopre che anche lei è già lì. Dopo la lezione, Yamazaki torna a casa ubriaco dicendo che questo è la conferma che le donne mentono sempre agli uomini, e che all'appuntamento c'era un altro uomo. Satō riflette sul fatto che sa ancora troppo poco su Misaki e sospetta che lavori per la Nippon Hikikomori Kyōkai, con lo scopo di sedurlo e fargli poi capire che fingeva, in modo che lui non si fidi più di nessuna donna e rimanga per sempre in casa. Il giorno dopo Yamazaki non ricorda nulla di quello che è successo quando era ubriaco, Satō lo convince a uscire per prendere un po' d'aria e involontariamente vedono Misaki uscire dal negozio dove lavora, iniziano a pedinarla fino a casa e scoprono che vive in una grande villa vicino al parco dove si incontrano e che da lì si possono vedere i loro due appartamenti, quindi lei ha spiato Satō finora. Satō ricorda che la villa è stata data in affitto a chi lavora per la rivista che gli è stata consegnata. Misaki esce con una signora per recarsi ad una riunione. Per Satō il fatto che Misaki finora l'ha spiato e che partecipa ad una riunione sospetta avvalora la tesi del complotto, quindi pensa che fa meglio a non rivederla più, prima che si innamori ancora di più di lei. Si reca quindi ad una lezione in ritardo dicendole di non volerla più vedere e scappando. |                   |                   |
| 11 | Welcome to the Conspiracy! 「陰謀にようこそ!」 - Inbō ni yōkoso! – "Benvenuti alla cospirazione!" | 17 settembre 2006 | 1º dicembre 2011  |
| 11 | Mentre Misaki si chiede cosa ha sbagliato con il suo "progetto", Satō lavora insieme a Yamazaki, il quale dice che presenteranno solo una demo dato che non riusciranno a finire in tempo tutto il videogioco. Intanto Hitomi sta cenando con il suo fidanzato Jogasaki, che deve lasciarla perché è stato chiamato al lavoro. Poi Hitomi viene rimproverata dal suo capo perché ha preparato un documento che non doveva fare, e le sue colleghe le sparlano dietro, mentre solo un collega molto brutto dice di essere dalla sua parte. Hitomi continua a prendere psicofarmaci e si iscrive ad un sito internet chiamato "incontro offline", dove scrive di aver litigato con il suo ragazzo in un locale, ispirandosi a quello che era successo con Satō. Quest'ultimo riceve la sua copia della demo che Yamazaki ha terminato e constata di non essere più un hikikomori, ma sogna di parlare con Hitomi di un complotto volto a far cambiare il clima. Intanto il fidanzato di Hitomi la chiama dicendole di doversi trattenere al lavoro per giorni, così lei telefona a Satō, molto contento della chiamata, chiedendogli l'indirizzo. Hitomi, che sembra molto allegra, va a casa di Satō e lì beve molta birra. Satō ricorda di averla vista così di buon umore solo una volta, al festival scolastico alla fine dell'ultimo anno di lei, in cui gli confidò di aver mollato il suo ragazzo; in quell'occasione Hitomi aveva finito col mettersi a piangere. Satō pensa che sapeva qual era la cosa giusta, ma non la fece; se l'avesse fatta, avrebbe continuato la sua vita con lei senza diventare un hikikomori. Questa, quindi, può essere la sua occasione: come previsto da Satō, Hitomi scoppia a piangere, e lui vuole consolarla romanticamente, ma si accorge che si è addormentata. Il giorno dopo i due si svegliano e Satō propone ad Hitomi di partire per un viaggio, quindi lascia un messaggio nella cassetta delle lettere di Yamazaki e partono, mentre Misaki li vede e tenta invano di raggiungere l'auto. |                   |                   |
| 12 | Welcome to the Offline Meeting! 「オフ会にようこそ!」 - Ofukai ni yōkoso! – "Benvenuti all'incontro offline!" | 24 settembre 2006 | 12 gennaio 2012   |
| 12 | Satō e Hitomi si recano ad una stazione dove incontrano le persone che lei aveva conosciuto su internet: un ragazzo molto giovane, un universitario e un uomo adulto di nome Minegishi, a cui Hitomi presenta Satō come il ragazzo di cui aveva parlato. Il gruppo sale su un treno e lì sopra Hitomi prova a telefonare a Jogasaki che non risponde. Poi arrivano allo yacht di Minegishi e partono per mare. Sulla barca Satō chiede a Hitomi dove stanno andando, e lei risponde che la loro mèta è l'isola di proprietà del ricco Minegishi, quindi butta in acqua il suo cellulare. Intanto, mentre Jogasaki è in ufficio, i colleghi gli dicono che può lasciare il lavoro e dedicarsi al suo impegno con la fidanzata. Lui prova a telefonarle ma lei non risponde, poi si reca a casa di Hitomi e vede che lei non c'è, quindi, grazie al suo computer, scopre dell'incontro offline e che Hitomi aveva scritto di un suo amico hikikomori. Arrivati sull'isola, Satō vede che tutti hanno un'aria triste: mentre lui vuole nuotare, il ragazzo continua a giocare con un videogioco, l'universitario a leggere, Hitomi si sdraia. Satō sente che in lui sta avvenendo una rivoluzione e vuole socializzare con gli altri come un hikikomori non farebbe mai, ma il ragazzo lo ignora, l'universitario gli dice che ha lasciato gli studi di medicina e gli parla in modo scortese, mentre Minegishi gli dice che per diventare ricco ha rinunciato alla felicità quotidiana. Satō pensa che questa situazione è simile alla riunione prima del suo ultimo festival scolastico, in cui solo la capoclasse voleva impegnarsi e gli altri facevano altre cose; lui invece aveva un atteggiamento cinico, perché pensava che fosse bello e lo aveva su tutto, e invece per questo si è ridotto ad essere un hikikomori. Intanto Misaki si reca vicino a casa di Satō, dove Yamazaki esce di casa rammaricandosi di essersi svegliato troppo tardi il giorno della fiera in cui doveva presentare il suo videogioco. Misaki gli chiede se Satō è tornato perché l'ha visto uscire con una ragazza e lui risponde che l'unica ragazza che Satō conosce e seguirebbe sicuramente è Hitomi Kashiwa. Quindi arriva Jogasaki, che ha sentito la loro conversazione e con un cellulare fa vedere loro che Hitomi si stava recando ad un suicidio di gruppo. Intanto sull'isola Satō inizia ad accendere un falò sulla spiaggia, e inaspettatamente gli altri vanno ad aiutarlo. Minegishi gli dice che gli ha fatto tornare in mente il vero motivo per cui erano andati sull'isola: vivere bene almeno l'ultimo giorno della loro vita. Satō quindi capisce che vogliono togliersi la vita. |                   |                   |
| 13 | Welcome to Heaven! 「天国にようこそ!」 - Tengoku ni yōkoso! – "Benvenuti in Paradiso!" | 1º ottobre 2006   | 19 gennaio 2012   |
| 13 | Gli aspiranti suicidi si radunano intorno al fuoco e Minegishi usa come combustibile il carburante della barca, che non servirà più. Satō non trova il modo di dire che non vuole che lo facciano, e si ritrova a spargere anche lui il carburante. L'universitario rivela di essere il figlio dei proprietari di una clinica che non volevano che il loro erede si avvicinasse al fuoco per paura che si ustionasse. Intanto Jogasaki, Yamazaki e Misaki stanno andando al porto con un'auto, l'otaku chiede alla ragazza quali sono le sue intenzioni, dicendole che Satō ha scoperto che lei lo spiava e questa può essere una delle cause del suo suicidio. Lei dice di volerlo solo aiutare e Yamazaki chiede perché, dato che sapeva che le mentiva e secondo lui sta solo sfamando un "cane randagio". Gli aspiranti suicidi e Satō salgono su un'alta rupe dell'isola, quindi tutti ringraziano Satō per aver fatto vivere loro in modo bello l'ultima giornata della loro vita. Dopo che gli altri si sono allontanati, Hitomi abbraccia Satō sul bordo del precipizio dicendogli che si aspettava che sarebbe stato lui a seguirla fino all'ultimo. Jogasaki al porto scopre che la barca di Minegishi è partita per un'isola e noleggia una barca che guiderà lui, su cui salgono anche gli altri dopo che Misaki ha detto a Yamazaki che Satō è il ragazzo che stava cercando. Sull'isola gli aspiranti suicidi, compreso Satō, stanno per avvicinarsi al precipizio quando l'universitario si ferma dicendo di non riuscire a morire perché pensa a come renderebbe triste sua madre. Ricorda quindi anche agli altri che hanno una famiglia, ma Minegishi dice di averla persa perché quando è fallita la sua azienda sua moglie l'ha lasciato portandosi dietro suo figlio. L'universitario lo esorta comunque a non morire perché causerebbe dolore al figlio. Il ragazzo dice che ha rubato del denaro ai suoi genitori, ma Minegishi gli dice che se è ricattato da un delinquente potrà essere aiutato da un avvocato che lui conosce. Tutti si allontanano quindi dal proposito del suicidio, tranne Hitomi, che dice di non avere nessuno che la rimpiangerebbe e che il suo ragazzo le ha detto che è molto importante per lui, ma è un uomo perfetto che vivrebbe anche senza di lei. Andando verso il precipizio, Hitomi si porta dietro Satō. In quel momento arriva la barca di Jogasaki che con un microfono urla a Hitomi di volerla sposare. Hitomi pensa che questo è ciò che voleva sentirsi dire e non vuole più morire, ma Satō si rende conto che era andato lì sperando un amore con Hitomi e invece lei sposa un altro, quindi urla di voler morire e di essere solo un sassolino su una strada. Misaki cerca di convincerlo, dicendogli che non è un sassolino su una strada, ma un essere umano, e lei ha bisogno di lui perché è l'unica persona più inutile di lei che ha trovato. Interviene Yamazaki dicendo che tutti tornano alla vita "idiota" di tutti i giorni nonostante le sofferenze e che il suicidio è qualcosa di troppo grande per uno come lui. A questo punto nessuno vuole più morire, ma Satō scivola e rimane aggrappato al bordo del precipizio; gli altri quindi lo tirano su, dopo che lui aveva gridato di non voler morire. |                   |                   |
| 14 | Welcome to Reality! 「現実（リアル）にようこそ!」 - Real (riaru) ni yōkoso! – "Benvenuti nella realtà!" | 8 ottobre 2006    | 26 gennaio 2012   |
| 14 | Gli ex-aspiranti suicidi pensano di dover ringraziare Satō, mentre lui si avvicina a Misaki nell'atteggiamento di chi vuole sferrare un pugno e lei si protegge impaurita. Dopodiché tutti ritornano al porto in barca, e lì un uomo chiede se sono le persone dell'incontro offline: Jogasaki spiega che l'ha chiamato per offrire a tutti un bagno alle terme, e solo Yamazaki e Misaki non vi si recano. Alle terme un addetto alle pulizie entra nella sala della vasca di Satō, dell'universitario e del ragazzo e parla loro di come il turismo del luogo sarebbe stato danneggiato dalle indagini della polizia se loro fossero morti, affermando che togliendosi la vita per egoismo avrebbero danneggiato gli altri. I genitori dell'universitario e quelli del ragazzo arrivano per abbracciare i loro figli, e Minegishi chiede scusa a quelli del ragazzo; quest'ultimo dice loro di non prendersela con Minegishi perché la colpa è solo sua. Poi in una sala Jogasaki dice al gruppo che Yamazaki non è venuto a causa di una faccenda importante, e Satō pensa che per Yamazaki il comic market è più importante di lui, ma intanto Yamazaki non riesce a vendere il suo gioco perché i clienti credono che 3000 yen siano troppi per una versione di prova. Il ragazzo dà a Satō un foglio che parla di un videogioco online spiegandogli che essendo un hikikomori può guadagnare denaro con esso stando a casa, vendendo in cambio di soldi veri gli oggetti e il denaro virtuale del gioco. Quindi Satō dice addio al ragazzo e all'universitario e, nel parcheggio, anche a Hitomi e Jogasaki; quest'ultimo dice che potranno rivedersi a cena, mentre Hitomi gli chiede scusa per averlo coinvolto nel tentativo di suicidio. Nello stesso parcheggio Minegishi trova suo figlio, che gli dice che sua madre vuole provare a riunire la famiglia. Arrivato a casa, Satō trova un messaggio di Misaki nella cassetta delle lettere e lo porta in casa senza leggerlo. Quindi Yamazaki entra e si lamenta con lui del suo fallimento con il videogioco, ma Satō sta pensando alle parole di Misaki quando stava per suicidarsi e in altre occasioni, e legge il messaggio, che gli dice di vederla nel solito posto. Satō si reca al parco, dove Misaki mostra il contratto dicendo che non partecipando alle sedute lui ha rotto le clausole e dovrebbe pagare la penale di un milione di yen, ma dato che anche lei ha sbagliato non dicendogli dove abita, non dovrà pagarla. Satō strappa il contratto dalle mani di Misaki e lei si protegge il volto come se qualcuno la volesse picchiare. Tornato a casa, Satō riceve una telefonata da sua madre che ha un tono molto serio: lui sospetta che abbia saputo del tentativo di suicidio, invece lei dice che dovrà diminuire la quantità di denaro che gli invia. |                   |                   |
| 15 | Welcome to the Fantasy! 「ファンタジーにようこそ!」 - Fantajī ni yōkoso! – "Benvenuti nel fantasy!" | 15 ottobre 2006   | 2 febbraio 2012   |
| 15 | La madre di Satō dice che deve dimezzare i soldi che gli invia perché suo padre è stato licenziato, poi dice che deve riattaccare appena il padre arriva, ma non si capisce perché. Satō compra un giornale con le offerte di lavoro ma capisce che nessuna sarebbe adatta per un hikikomori: non riuscirebbe ad avere contatti con i clienti, nessuno vorrebbe lezioni private da qualcuno che ha lasciato l'università, e non riuscirebbe nel lavoro manuale. Così ricorda il real money trading (RMT), ovvero la possibilità di guadagnare denaro con un videogioco MMORPG, di cui gli aveva parlato uno degli aspiranti suicidi. Quindi si iscrive al videogioco Ultimate Fantasy, e da questo punto si vedono molte scene ambientate nel mondo virtuale, con un personaggio dalle sembianze di Satō che parla e pensa. Satō non riesce a sconfiggere mostri e muore virtualmente più volte. Yamazaki gli dice che deve continuare a lavorare sul loro videogioco, ma gli spiega anche che per andare avanti in quello a cui sta giocando deve formare un party, ovvero un gruppo di giocatori che compiono missioni insieme. Lui però pensa che un hikikomori come lui non riesce a comunicare con gli altri giocatori che non conosce per chiedere di formare un gruppo. Si accorge che è arrivata l'ora di recarsi alla lezione di Misaki e una volta arrivato lei comincia a parlargli dell'errore delle persone che non si impegnano e desiderano, senza ottenerlo, un successo in poco tempo. Dice che è meglio cominciare da un piccolo passo, e lui se ne va ringraziandola. Lei pensa che si stia veramente dando da fare con qualcosa; lui invece ha capito che è meglio iniziare da un nemico piccolo nel gioco. Facendo così, inizia a fare progressi nel videogioco e smette di recarsi agli appuntamenti con Misaki, che però crede inizialmente che sia a causa del suo darsi da fare. Vedendo altri giocatori che combattono in gruppo, pensa di voler creare anche lui un party, e ne trova l'occasione quando aiuta una ragazza con le orecchie da gatta, di nome Mia, inseguita da un mostro. I due cominciano a giocare in gruppo e salgono di livello facilmente, ma intanto Misaki comincia a preoccuparsi. Pensando che Satō possa addirittura essere morto, entra in casa sua, ma lui continua a giocare senza curarsene e dice a Mia che si tratta di una persona seccante che lo considera solo un inutile hikikomori. Mia gli dice che non è inutile, ma è un "guerriero magico" fortissimo. Quando Misaki arriva dietro di lui, lo trova esaltato davanti al computer, al buio e con la barba incolta, mentre dice di non essere più una persona inutile, ma un fortissimo guerriero del mondo di Viina Teelo. |                   |                   |
| 16 | Welcome to the Game Over! 「ゲームオーバーにようこそ!」 - Gēmu ōbā ni yōkoso! – "Benvenuti al game over!" | 22 ottobre 2006   | 9 febbraio 2012   |
| 16 | Misaki tenta di far uscire Satō ma lui pensa che sia meglio ignorarla. Lei vede che nel gioco è con una ragazza e pensa che si sia innamorato, così ritorna travestita da gatta per essere simile a Mia, ma Satō la caccia, dicendo che i suoi sentimenti per Mia sono seri. Nel gioco Mia gli dice che per ottenere oggetti rari e guadagnare con l'RMT deve sconfiggere un drago, e che lo vuole fare per vedere Satō felice; così chiama dei conoscenti e il gruppo riesce a sconfiggere il drago e ad ottenere un'armatura. Un personaggio di nome Torotoro sembra essere interessato alla volontà di Satō di guadagnare soldi. Dietro a Torotoro, nel mondo reale, c'è un ragazzo che considera Satō un "pollo" perché pensa di guadagnare così facilmente e ha scelto un nickname, "Sa10", che lascia capire il suo vero cognome ("too" è una delle due pronunce del numero 10 in giapponese). Il ragazzo ha una sorella, Megumi Kobayashi, che ricorda la presenza di un Satō nella sua classe delle superiori e cercandolo in un album fotografico trova proprio Tatsuhiro. Intanto nel gioco Satō dice a Mia che nel mondo virtuale ha trovato quello che cercava, un mondo pieno di valori e avventure da vivere con veri compagni, diverso dal mondo reale; quindi chiede a Mia di continuare per sempre l'avventura con lui e lei dice di accettare a condizione che si vedano anche nel mondo reale. Vedendo la sporcizia nella sua casa, Satō prova a dire di no, ma la ragazza afferma di essere davanti al suo appartamento. Satō sente bussare alla porta e trova Yamazaki, che dice che Mia in realtà è lui: perché nasca l'amore basta che siano soddisfatte alcune condizioni e ciò nel gioco avveniva, perché è facile cambiar nome, sesso e aspetto in rete e i "veri compagni" sono pura fantasia. Yamazaki ha creato Mia per far capire a Satō che cos'è un gioco online e anche che non può guadagnare con l'RMT, perché lo si può fare solo con una squadra ed essendo furbi e spietati, e sono pochi quelli che riescono a far soldi, lui al contrario è in perdita, essendo finito il periodo di prova gratuito, inoltre si è fatto imbrogliare subito e non ha conoscenze informatiche. Satō dice che però ha un sacco di tempo a disposizione e Yamazaki gli dice che non può continuare così per anni; Satō si immagina che a cinquant'anni potrebbe vivere ancora con i genitori ormai rassegnati, mentre lui continuerebbe a giocare e vantarsi sapendo di essere sempre al verde, diventando grasso e pieno di dolori fino a scoprire come si è ridotto. Yamazaki spiega che con la morte dei genitori non avrebbe più mezzi di sostentamento e diventerebbe il "NEET estremo", e che con i videogiochi guadagnano solo i produttori, quindi devono ricominciare a lavorare sul gioco creato da loro. Satō si accascia a terra disperato e manda via Yamazaki, quando suona il telefono: è Megumi Kobayashi. Intanto Misaki, che non sa cos'è successo, sta per entrare in casa di Satō vestita con la divisa delle medie, pensando che così riuscirebbe a riportarlo nel mondo reale. |                   |                   |
| 17 | Welcome to Happiness! 「はぴねすにようこそ!」 - Happiness (hapinesu) ni yōkoso! – "Benvenuti alla felicità!" | 29 ottobre 2006   | 16 febbraio 2012  |
| 17 | Satō è uscito perché Megumi gli ha chiesto di vederlo. Misaki intanto lo aspetta a casa di lui, e Yamazaki le dice che tornerà sicuramente perché non ha altro posto dove andare. Satō incontra Megumi in un bar e gli sembra che lei abbia un aspetto molto diverso da come la ricordava. Lei gli dice che sta facendo qualcosa che si può definire volontariato, e Satō risponde che è quindi ancora come quando faceva la capoclasse; lei allora parla di una cosa che Satō le aveva detto, anche se non sembra ricordarselo: mentre lei diceva a Satō di darsi da fare durante un festival studentesco, lui le rispose che diceva sempre a tutti di essere seri, ma non tutti erano come lei, e se pretendeva che tutti stessero dietro ai suoi ritmi era solo egoista. Satō spiega invece di essere un hikikomori. Megumi parla poi di un suo senpai diventato ricco che ha un'auto di lusso e dice a Satō di volerglielo far conoscere, quindi si recano con un treno in un luogo di aperta campagna. Sul treno Megumi chiede a Satō come può un hikikomori come lui stare tranquillamente su un treno; lui pensa a Misaki ma crede che non può essere merito suo, e dice solo che ultimamente sono successe un po' di cose. Scesi dal treno i due camminano molto per arrivare ad una casa di campagna con una Ferrari parcheggiata vicino. Sulla casa si trova un cartello con su scritto "Mouse Road" e Megumi spiega che si tratta di un'azienda che fornisce prodotti a molte celebrità. Un uomo di nome Kurokawa apre la porta e fa entrare i due. Satō si siede a terra insieme a molte altre persone e vede Megumi e Kurokawa che presentano delle bibite ed un detersivo dimostrando che sia migliore di altri. Un uomo in piedi spesso applaude e gli altri lo imitano. Quindi appare Segawa, il senpai di cui parlava Megumi, che dice agli altri che possono diventare ricchi se seguono un corso. Satō scappa di nascosto, ma una volta fuori dalla stanza Megumi gli chiede se parteciperà al corso, dicendo che esso non è gratuito perché per parteciparvi si devono acquistare dei prodotti, ma è facile riguadagnare quei soldi. Satō dice che, dato che si guadagna e si sale di grado se si reclutano nuovi soci, questo sembra la classica vendita multilivello e lui non vuole cascare nel tranello. Megumi però gli spiega che nel mondo ci sono solo persone che ingannano e altre che sono ingannate, e tutti lo guardano con disprezzo e pensano di doverlo ingannare, perché si aspettano questo da un hikikomori. Anche lei è stata ingannata: le è stato offerto un lavoro che consisteva nel vendere gioielli vestita in cosplay, ma non è mai stata pagata perché l'imprenditore è sparito, e intanto si era indebitata. Così ha scelto di diventare lei l'ingannatrice, entrando nella Mouse Road, e Satō può fare lo stesso. Intanto Misaki è ancora a casa di Satō, e Yamazaki le consiglia di andarsene, ma Satō arriva e spiega che ha dei detersivi da vendere, si è indebitato per comprarli ma potrà ripagarli: Yamazaki chiede se si tratta di vendita multilivello e Satō si accorge di essere cascato nel tranello. |                   |                   |
| 18 | Welcome to No Future! 「ノーフューチャーにようこそ!」 - No future (nō fyūchā) ni yōkoso! – "Benvenuti in nessun futuro!" | 5 novembre 2006   | 23 febbraio 2012  |
| 18 | Misaki esce per recarsi in una libreria mentre Yamazaki convince Satō, che inizialmente pensa di poter vendere i prodotti, a restituirli tutti, dicendogli anche che i suoi debiti non svaniranno da soli se aspetterà. Misaki ritorna con una "Guida a fumetti per proteggersi dalle vendite disoneste". I tre si recano in un bar per incontrare Megumi, e sul treno Satō, che ha una borsa della Mouse Road, crede che tutti lo guardino giudicandolo perché si è fatto ingannare. Una volta arrivati, Satō chiede a Megumi di esercitare il diritto di recesso. Megumi inizialmente accetta tranquillamente, ma prima che Satō abbia firmato il documento gli chiede come mangia ed inizia a parlare di una ricerca scientifica secondo la quale si diventa hikikomori a causa delle cattive abitudini alimentari. Quindi ne parla anche a Yamazaki dicendogli che la sua vita sociale lascia a desiderare e che continuando così può diventare un hikikomori. Sia Satō che Yamazaki sono convinti che abbia ragione e anche Misaki si convince. Megumi fa finta di dire per sbaglio che c'è una soluzione facile per evitare tutto questo, e gli altri gliela chiedono con insistenza. Lei dice che solo i soci della Mouse Road ne possono venire a conoscenza ma gliela spiega in via eccezionale: si tratta di un integratore alimentare chiamato "Antineet", di cui mostra dei brattoli. Esso può essere venduto solo ai soci e solo in grandi lotti, così non solo Satō non firma il documento, ma diventano soci anche Yamazaki e Misaki, e tutti e tre comprano molti barattoli di integratore. Tornati sul treno, Misaki legge la guida a fumetti che spiega come al momento in cui si richiede di rescindere il contratto, i membri di una società di vendita multilivello si mostrano accondiscendenti ma poi cercano di vendere nuovi prodotti. Così i tre capiscono di essere stati ingannati, e una volta arrivati a casa, seguendo i consigli della guida, telefonano a Kurokawa, il quale dice loro l'indirizzo di Megumi perché è un suo pari grado, quindi è in concorrenza con lei e ha piacere che qualcuno rescinda i suoi contratti. Arrivati a casa di Megumi, lei prova ad invitarli in un locale ma loro non accettano e chiedono solo il documento per rescindere il contratto. Lei li fa entrare e dà loro il documento, dicendo bruscamente che loro sono ancora in tempo mentre lei non può tirarsi indietro, e se non venderà i molti prodotti che si vedono in casa sua, non avrà nessun futuro. Quindi si sentono alcuni colpi provenire dal piano di sopra e Megumi si mette a preparare del cibo, spiegando che si tratta del suo animale domestico. Satō, Yamazaki e Misaki però continuano a parlarne e lei dice di lavorare alla Mouse Road per il suo mantenimento. I tre allora salgono le scale incuriositi ed entrano nella stanza dove si trova il fratello di Megumi, che vedendoli urla impaurito e si rannicchia. Satō e Yamazaki si accorgono che stava giocando a Ultimate Fantasy e guardando lo schermo del computer capiscono che è Torotoro. |                   |                   |
| 19 | Welcome to the Bluebird! 「青い鳥にようこそ!」 - Aoi tori ni yōkoso! – "Benvenuti dall'uccello azzurro!" | 12 novembre 2006  | 1º marzo 2012     |
| 19 | Yūichi, il fratello di Megumi, è ancora spaventato e se la prende con la sorella perché le aveva detto di non far entrare nessuno nella sua stanza. Una volta che Megumi e gli altri sono tornati al piano inferiore, Satō firma la rescissione del contratto e Megumi spiega che suo fratello è un hikikomori: arrivato a Tokyo prima di lei, quando lei ha cominciato a frequentare l'università ed è andata a vivere con lui l'ha trovato già chiuso in casa. Lei ha poi dovuto lavorare interrompendo gli studi a causa di un tracollo di suo padre, ma molte delle aziende per cui lavorava sono fallite e non l'hanno pagata; di conseguenza, ha ceduto alle lusinghe della Mouse Road. Yūichi chiama Megumi e lei ritorna dicendo che il fratello vuole parlare con Satō, anche se via internet. Satō si connette a Ultimate Fantasy con il computer di Megumi e trova Torotoro che gli parla dell'RMT: Satō dice che non è vero che si può guadagnare, ma Torotoro crede che prima o poi qualcuno ce la farà. Satō allora gli dice che la sua è solo una fuga, dovrebbe guardare in faccia la realtà e capire che sua sorella è indebitata e lui non lavora. Torotoro dice di saperlo perfettamente e di aver già letto libri su come cambiare vita, ma non lo fa perché ha paura di ciò che potrebbe succedere se cambiasse stile di vita. Dice che Satō invece è ancora in tempo per salvarsi e gli chiede di non connettersi mai più al gioco. Megumi chiede quindi ai tre ospiti di andarsene perché deve cercare un'altra vittima. Una volta usciti, sentono Yūichi piangere. Quattro settimane dopo, Yamazaki rimprovera Satō di non aver più lavorato al gioco che stanno producendo, quindi arriva Misaki che cucina anche per Satō, come ha sempre fatto da quando la madre gli ha dimezzato la paga, permettendogli così di avere cibo gratis. Mentre mangiano sentono in televisione che la Mouse Road è stata chiusa dalla polizia. Tre giorni dopo Yūichi dice di non mangiare da tre giorni e si allontana dal computer. Poi Megumi torna a casa e non lo trova, quindi telefona a Satō, che sta lavorando al gioco, chiedendo se il fratello sia lì. Megumi per trovare il fratello chiamerà quindi la polizia, ma lui intanto è in un ristorante dove lavora facendo consegne in bicicletta. I due proprietari parlando tra loro dicono che quell'uomo che sembrava un fantasma ed ha chiesto cibo promettendo di sdebitarsi, ed ha ammesso di essere un autentico hikikomori, ora è cambiato e svolge bene il suo lavoro, perché per fame si fa di tutto. |                   |                   |
| 20 | Welcome to a Winter Day! 「冬の日にようこそ!」 - Fuyu no hi ni yōkoso! – "Benvenuti in un giorno d'inverno!" | 19 novembre 2006  | 8 marzo 2012      |
| 20 | Yamazaki dice a Satō che un passaggio della sceneggiatura avrebbe bisogno di più timidezza, poi riceve una chiamata dai propri genitori e parte in aereo per andare a trovare il padre che è in ospedale. Intanto Satō ricorda che, guardando le stelle con Hitomi, aveva pensato che la vita umana valga come la spazzatura perché la sua durata non è nulla in confronto al tempo che impiega la luce delle stelle ad arrivare sulla Terra. Anche in una lezione con Misaki, lei gli fa vedere che i beni materiali possono essere distrutti come una montagnetta. Dopo essere tornato Yamazaki parla a Satō del motivo per cui si è iscritto alla scuola professionale: doveva frequentare la facoltà di zootecnica e poi gestire la fattoria della sua famiglia, senza pensare ad altre possibilità; ma poi, ad una festa organizzata dai genitori, una donna presentò loro un preventivo per un'assicurazione sulla sua vita, e, vedendo come tutto ciò che lo riguardava fosse stato pianificato, pensò che nessuno aveva il diritto di decidere in quel modo del suo futuro e si trasferì a Tokyo. Ora, però, suo padre non può più lavorare, quindi Yamazaki dovrà tornare ad occuparsi della fattoria, a meno che il videogioco non abbia successo; perciò intima a Satō di vivere nella sua stanza cosicché lo possa controllare continuamente, in modo che lavori duro. La sera i due si ubriacano, poi decidono di uscire sotto la neve, e Yamazaki brucia i suoi libri scolastici affermando che non serviranno più. Quindi con grande coraggio decide di telefonare a Nanako ed invitarla a casa sua: lei accetta e, prima che arrivi, Yamazaki fa nascondere Satō sul soppalco per fargli filmare tutto. Nanako dice a Yamazaki che ha saputo di suo padre, ma lui risponde di averla convocata per un altro motivo e le fa vedere tutto il materiale che ha sulle bishōjo, che prima aveva nascosto con delle lenzuola; quindi le rivela che è stata utilizzata come modello per un videogioco erotico. Lei inizialmente loda Yamazaki per l'impegno che mette in ogni cosa e gli confida che questo suo modo di essere le piace, ma Yamazaki le dice che forse vorrebbe essere presa da una piovra come la ragazza del gioco, quindi lei gli dà un pugno e se ne va. Yamazaki spiega a Satō che doveva in ogni caso separarsi da lei, e questo modo di lasciarsi gli è piaciuto. Quindi arriva Misaki a chiamare Satō per la lezione. |                   |                   |
| 21 | Welcome to a Reset! 「リセットにようこそ!」 - Risetto ni yōkoso! – "Benvenuti ad un reset!" | 26 novembre 2006  | 15 marzo 2012     |
| 21 | Satō e Yamazaki finiscono il videogioco e si recano al comic market invernale per venderlo, ma quando tornano a casa hanno venduto solo cinque copie. Yamazaki inizia a preparare le scatole per traslocare e decide cosa lasciare a Satō: gli lascia anche le copie del gioco. Quindi i due escono per giocare a palle di neve e, cercando di imitare le scene dei dorama, urlano mentre lo fanno, rinfacciandosi a vicenda di non aver capito nulla della vita, e Satō dichiara così di amare veramente Misaki, ma lei arriva. Yamazaki il giorno dopo parte, dicendo a Misaki di prendersi cura di Satō. Quest'ultimo lo segue fino alla stazione, e, quando lui ha superato il tornello, gli urla che non se ne sta andando da fallito. A casa Satō immagina, come già altre volte, di essere rimasto l'unico sulla Terra, ma questa volta pensa di essere un dio, e che per questo può far tornare Yamazaki, ma si accorge di non poterlo fare. In seguito riceve da sua madre del cibo e degli oggetti per Capodanno con un messaggio che parla dell'anno seguente, quindi pensa a che cosa succederà: sicuramente non produrrà videogiochi, e rischia di tornare ad essere un hikikomori. Misaki arriva per mangiare con lui, e Satō le chiede se secondo lei esiste Dio: lei risponde che non lo sa, ma spera che esista. Quindi gli dice di andare alla lezione dell'ultimo dell'anno, e, quando esce, pensa che ora Satō ha solo lei. Alla lezione Misaki dice a Satō che lo sottoporrà ad un esame, che consiste nel partecipare al rito di Capodanno al tempio, per vedere, facendolo stare in mezzo alla gente, se sta migliorando il suo stato di hikikomori. I due quindi si recano in mezzo alla folla, e lui pensa che anche al comic market c'era tanta gente, ma lì era come trovarsi ad un prolungamento del liceo, essendoci Yamazaki. Satō si perde nella folla ed è terrorizzato all'idea di tornare a casa da solo; in quel momento incontra Hitomi, ma appena quest'ultima gli rivolge la parola si sente la voce di Misaki che dice che non può, perché ormai nella vita di Satō è rimasta solo lei. |                   |                   |
| 22 | Welcome to God! 「神様にようこそ!」 - Kamisama ni yōkoso! – "Benvenuti da Dio!" | 3 dicembre 2006   | 22 marzo 2012     |
| 22 | Dopo la ripresa del finale dell'episodio precedente, Satō sogna che Hitomi si spogli davanti a lui. In realtà parlano di come sia un caso che si sono incontrati, e di come anche questo possa essere un complotto. Satō nota che Hitomi ha un anello. Mentre Misaki continua a cercare Satō, si recano in un bar, dove Hitomi parla di come Jogasaki sia stato chiamato per lavoro e dell'ansia da matrimonio, ovvero di come prima di un matrimonio ci si chieda se si stia facendo la cosa giusta. Crede che anche la celebrazione del matrimonio possa essere un complotto, ma con Jogasaki lei si sistemerebbe. Usciti dal bar, si fermano a parlare di fronte ad un love hotel. Hitomi dice che sono legati dal destino, quindi potrebbero diventare amanti. Satō ha un sogno ad occhi aperti simile al precedente, ma i due decidono di non entrare nell'albergo, e pensano che anche quello potrebbe essere un complotto; quindi vanno a braccetto fino alla stazione: questo per Hitomi serve a far credere di esserci cascati. Ma Misaki li vede a braccetto di fronte all'albergo e pensa che siano appena usciti da lì. Alla stazione Hitomi dice a Satō che dovrebbero fare una nuova riunione del loro vecchio club fra dieci anni, quando tutti si saranno sistemati, e fino ad allora non vedersi più; poi gli rivela che sta aspettando un bambino. Satō trova Misaki alla stazione e le dice che credeva che fosse andata via, quindi le propone di andare al tempio a pregare perché il nuovo anno sia buono, ma lei risponde che sarebbe inutile perché se esiste un dio, è sicuramente malvagio. Davanti a casa di Satō, Misaki gli dice che l'esame sarà ripetuto perché lui si è perso. A casa sua, Misaki dice a sé stessa di non essere inutile, perché Satō ha bisogno di lei. Intanto Yamazaki telefona a Satō avvisandolo che gli invierà latte e altri prodotti perché sono in eccedenza. Il giorno dopo, andando a casa di Satō, Misaki si ripete che lui è inutile e non può procurarsi cibo, quindi ha bisogno di lei, ma a casa Satō le dice che Yamazaki gli invierà il cibo e Misaki chiede se questo significhi che non avrà più bisogno di lei. Satō le spiega che intendeva soltanto dire che basta aspettare e Dio provvede, ma lei ripete che Dio è un essere malvagio e se ne va. La sera Satō si reca alla lezione, e i due trovano un gatto morto e gli scavano una tomba. Quindi lei inizia una lezione sulla natura di Dio, spiegando che il 90% della vita di una persona è fatto di sofferenze, e il mondo è stato creato da Dio, che quindi è malvagio. È stato Dio a far diventare Satō un hikikomori e far vedere a lei che quest'ultimo usciva da un albergo con Hitomi. Lei vorrebbe quindi eliminare Dio, ma le è difficile credere che esista: se vedesse un miracolo, crederebbe in lui e quindi gli addosserebbe tutte le colpe, non credendo più che la colpa sia sua. A casa, Satō pensa che il nuovo anno non potrà affatto essere buono, mentre Misaki invece pensa che andrà tutto bene e che ormai Satō è suo "prigioniero". |                   |                   |
| 23 | Welcome to Misaki! 「岬にようこそ!」 - Misaki ni yōkoso! – "Benvenuti da Misaki!" | 10 dicembre 2006  | 29 marzo 2012     |
| 23 | Satō partecipa ad una lezione di Misaki in cui lei parla delle parole pronunciate da persone famose prima di morire, concludendo con quelle del maratoneta Kōkichi Tsuburaya, che si suicidò dopo essere tornato nella sua città natale. Misaki crede che lo vogliano fare tutti prima di morire, e Satō le chiede notizie sulla sua città natale. Lei dice di essere nata in una città del nord con un promontorio famoso per i suicidi, su cui lei andava spesso a giocare: lì vide sua madre cadere in mare. Misaki dice quindi a Satō che il giorno dopo dovrà sostenere l'esame finale, perché lei dovrà partire per un posto lontano che nessuno conosce. Quindi gli dà appuntamento alla stazione, ed il giorno dopo escono in mezzo alla folla per testare Satō. La sera, nel parco, Misaki gli dice di aver passato l'esame e lui chiede perché è stato scelto per il "progetto". Misaki risponde che è stato scelto soltanto perché da casa sua si vede l'appartamento di lui, e lì ha visto una persona più inutile di lei. Quindi gli dà un nuovo contratto da firmare in cui Satō accetterebbe di amarla, starle vicino quando si sente sola, quindi sempre perché lei si sente sempre sola, e non cambiare i suoi sentimenti. Misaki spiega che dovrebbe accettare perché è l'unica persona che gli è rimasta, e altrimenti rimarrebbe solo. Satō se ne va dicendo che è una cosa stupida; lei gli chiede se non si sente solo e lui risponde di no, ma Misaki urla piangendo che invece lei si sente sola e dopo che il ragazzo è scappato gli urla che è un bugiardo. A casa, Satō riflette su ciò che è successo e pensa di non aver accettato perché è stato chiamato "inutile" e improvvisamente appaiono delle entità con l'aspetto di Yamazaki, Hitomi e Megumi e gli dicono che tutte le persone cercano di non sentirsi inutili, arrivando ad offendere gli altri via internet quando non trovano una persona più inutile di loro, al contrario lui dovrebbe ammettere di esserlo. Dopo molti giorni, quando sembra che Satō e Misaki hanno fatto la pace e lei gli ha portato il pranzo, si rivela l'ennesimo sogno. Satō si risveglia trascurato e denutrito, le provviste sono al limite e non mangia da giorni: Yamazaki per problemi non ha potuto spedire i prodotti della fattoria, e la madre non gli ha più inviato denaro a causa del padre in ospedale, disperato e senza scelta esce ripetendosi che una persona può stare rinchiusa in casa solo quando ha assicurato un minimo di sostentamento, altrimenti, se non ha la forza di morire, non può fare a meno di lavorare. Satō inizia a lavorare come agente del traffico e dopo diversi giorni riacquista un aspetto decente, Misaki lo vede dalla finestra e con il pensiero gli fa le congratulazioni. Una sera tornando a casa, Satō vede un'ambulanza andare alla villa, la segue e una volta arrivato vede Misaki caricata sul mezzo. Il giorno dopo va davanti a casa di Misaki e vede uscire suo zio, che gli dà un passaggio fino all'ospedale. Lo zio di Misaki è anche il proprietario della casa di Satō, e gli racconta la vita della nipote: suo padre morì quando lei era nata da poco e sua madre sposò in seconde nozze un uomo violento: Satō capisce perché la ragazza aveva spesso paura di essere picchiata. Sua madre poi cadde dal promontorio e non si seppe mai se si trattò di suicidio o incidente, quindi Misaki visse con il patrigno finché non si trasferì presso gli zii. Lì provò a frequentare la scuola, ma si ritirò e non ebbe relazioni con gli altri della sua età, continuando ad aiutare la zia nella sua propaganda religiosa e a lavorare nel manga café dello zio. L'uomo rivela di averla vista felice ogni volta che parlava di Satō, il ragazzo comprende di essere stato il suo unico amico. Arrivati nell'ospedale, non trovano Misaki nella sua stanza, dopo che lo zio si è allontanato, il ragazzo vede un libretto dell'orario dei treni dentro il quale si trova un biglietto con scritta la stessa frase detta dal maratoneta Tsuburaya prima di morire. Satō parte con il treno per raggiungerla. |                   |                   |
| 24 | Welcome to the N.H.K.! 「N･H･Kにようこそ!」 - Enu Eichi Kei ni yōkoso! – "Benvenuti alla NHK!" | 17 dicembre 2006  | 5 aprile 2012     |
| 24 | Satō arriva nel luogo dove viveva Misaki e si fa portare sul promontorio da un tassista, il quale gli fa domande e teme che si voglia suicidare, ma è tranquillo perché "hanno finito i lavori". Satō si siede sul promontorio e pensa a voce alta; Misaki è già lì e lo sente. Lei dice di voler morire perché è convinta di non sentirsi amata e che anche la morte dei suoi genitori e i problemi degli zii siano colpa sua, rivela inoltre il vero scopo del progetto: dimostrare che almeno una persona al mondo aveva bisogno di lei, ma ha fallito dato che il ragazzo è uscito dalla sua condizione da solo. Satō nota una fasciatura a un polso della ragazza che confessa di aver tentato di uccidersi la sera prima e le dice che lui ha bisogno di lei e ne è innamorato, ma Misaki vuole ancora morire, lui le dice che è evidente che abbia scritto quel biglietto per far sì che lui lo trovasse, ma Misaki dice che non è così, l'ha scritto solo perché un messaggio prima del suicidio è importante, altrimenti, come è successo per sua madre, lo si confonderebbe con un incidente. Satō pensa che vivere porti solo nuove sofferenze, è meglio morire, ma dice comunque a Misaki che non può. Lei però prova a buttarsi dal precipizio, e Satō riesce ad afferrarla e riportarla su, quindi le dice che lei non ha alcuna colpa, e ricorda che l'1% dei complotti è reale; così le spiega che la colpa è di un'organizzazione malvagia chiamata NHK, che può essere acronimo di diverse parole, e se vuole lei può chiamarla "Dio". Satō immagina di trovarsi in una situazione simile a quella di un videogioco, in cui l'organizzazione è il nemico finale, un mostro in cui si trasformano le onde del mare, e il suo cellulare è una bomba che lo può distruggere, e dice a Misaki che lo sconfiggerà. Satō corre verso il mare e si rende conto di essere stupido a sacrificarsi per salvare la ragazza che gli piace, ma si butta ugualmente. Il ragazzo cade però su una rete che è stata installata intorno alla parete rocciosa per evitare i suicidi: di questo parlava il tassista e va su tutte le furie per non essere riuscito ad avere una morte drammatica, Misaki lo aiuta a tornare sul promontorio, dopo che si è calmato e lo porta nella sua vecchia casa, ormai abbandonata, dove si addormentano. Qualche mese dopo, in primavera, Satō continua a lavorare come agente del traffico e ad incontrarsi con Misaki nel parco, questa volta per aiutare lei con i compiti, dato che ha ripreso la scuola. Satō riceve due lettere: una è di Yamazaki, che scrive di aver accettato degli incontri combinati con delle ragazze, propostegli dai genitori, e di aver trovato subito una ragazza che gli piace; l'altra è di Hitomi, che gli comunica che è nato il suo bambino e vive in una casa lussuosa. Misaki offre a Satō un nuovo contratto, con cui si costituisce la NHK intesa come Nihon Hitojichi Kōkankai ("Ente giapponese scambio ostaggi"): chi vi aderisce lega la propria vita a quella di un altro, cosicché quando uno muore, debba morire anche l'altro; così, nessuno desidererà più morire. Satō è convinto che questo non cambierà la vita, ci saranno ancora momenti in cui si dice "non ce la faccio", ma si supereranno: così, firma il contratto. |                   |                   |